# Mestizaje en Ecuador

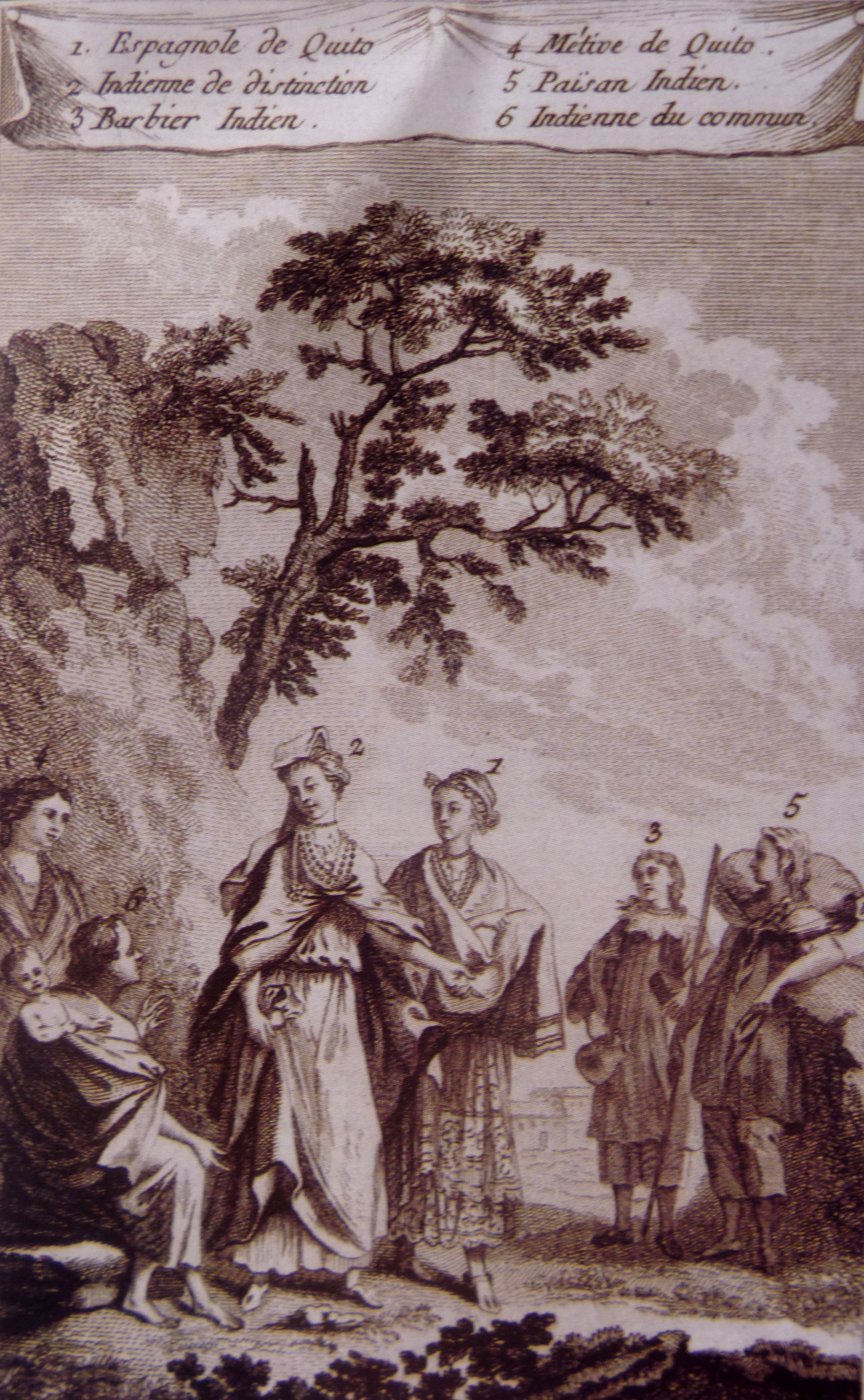
"Dama principal de Quito y su corte indígena", anónimo. Se puede ver la estratificación por castas en la Audiencia: 1. Española de Quito 2. Indiana de distinción (criolla) 3. Indígena bárbara 4. Nativa de Quito (mestiza) 5. Indígena viajera

El mestizaje en Ecuador es un proceso de mezcla racial y expresión cultural que se desarrolló durante la Real Audiencia de Quito y que continuó en la época republicana. Empezó como la interpretación hispánica de la estratificación social medieval dentro de una monarquía católica castiza que se basaba en el castellano, las castas y la castidad. Después evolucionó hasta ser la expresión cultural del Ecuador como república democrática mestiza a través del lenguaje, el arte, la música y la literatura.

## Familia, nobleza y castidad
En la monarquía española, el mestizaje empezO durante la conquista cuando se consideró los matrimonios entre españoles y nativos como una estrategia para entablar alianzas y lograr el control de las distintas tribus que existían ahí, así como también el imperio incaico. De esta forma empezaron las primeras uniones entre los conquistadores y las mujeres nativas. Al inicio, estas uniones fueron entre las élites. Es decir los conquistadores decidían tener hijos con la nobleza indígena. En el caso de Ecuador esto giró alrededor de la descendencia de Atahualpa y también la nobleza cañari.

### Matrimonios iguales y los hijos nobles

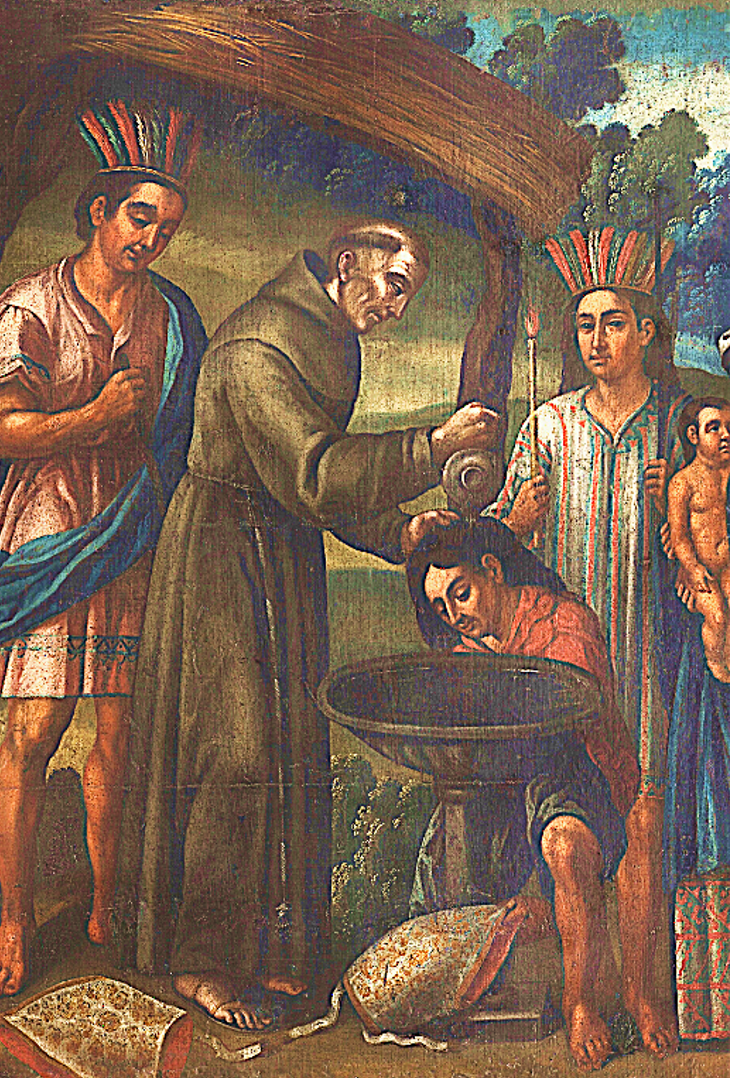
Pintura de Fray Jodoco Ricke por Antonio Astudillo,.

La costumbre de entablar alianzas familiares a través de matrimonios era común en la época medieval en Europa y fue trasladada a América durante la colonia. El ejemplo más importante en Ecuador giró alrededor de los hijos de Atahualpa. En el imperio incaico la poligamia estaba permitida en los nobles (a quienes se les llamaba incas) por lo que Atahualpa siendo hijo de Huayna Capac tuvo muchos hijos y propiedades alrededor de lo que ahora es Ecuador. Las tierras en la región de Auqui, cerca del valle de Cumbayá y Tumbaco en Quito pertenecían a Atahualpa y de sus hijos los más destacados fueron Diego Lobato y Francisco de Atahualpa. Lobato es uno de los primeros mestizos de Ecuador y destacó mucho durante los primeros años de la Real Audiencia. Sus padres fueron Juan Lobato de Sosa e Isabel Yarucpalla. El primero fue un conquistador de extremadura que llegó a América junto a Francisco Pizarro y fue uno de los primeros habitantes de la Villa de Quito después de la fundación por Sebastián de Belalcázar, mientras que la segunda fue una de las mujeres de Atahualpa y era una "palla" es decir procedente de Cuzco al igual el último Inca. Diego Lobato durante su vida, fue un sacerdote mestizo, cronista (historiador de los primeros sucesos en la conquista), músico al ser el primer maestro de capilla, predicador en quichua. Por esta razón fue un puente que unía a tanto conquistadores como indígenas. Su rol durante los primeros años de fundación fue el de colaboracionista es decir, buscó mantener el orden en la Audiencia mediando cuando existían levantamientos de los nativos. Por su rol de sacerdote muestra el paso de la religión incaica, que según el Inca Garcilazo de la Vega, era monoteísta, a la Iglesia católica y a través de sus sermones en quichua buscaba difundir esta nueva religión entre los demás indígenas. Su posición como maestro de capilla en la Catedral Primada de Quito se debe a su preparación que demandó de los mejores recursos disponibles durante los primeros años en la Audiencia. Estudió teología junto a importantes criollos como Pedro Bedón y también formó parte del colegio de San Andrés donde tuvo como maestro a Jodoco Ricke, sacerdote franciscano de origen flamenco y de familia nobiliaria que llegó a la Audiencia durante los primeros años de conquista junto a Pedro de Alvarado. Ricke, al ser noble y educar a la nobleza indígena estaba continuando con la antigua costumbre medieval que se mantenía en Europa durante esa época. Sería en el colegio de San Andrés donde Diego Lobato aprendería música, así como otros indígenas aprenderían pintura, escultura e imagenería. En Lobato se une tanto el quichua, el castellano y el latín por su ascendencia indígena, española y su rol como sacerdote respectivamente, lo que unificaba ambos mundos, el europeo y americano. Por otro lado, Francisco de Atahualpa también recibió educación por parte de Ricke aunque no destacó tanto como Lobato. Su rol fue principalmente el de colaboracionista ante las sublevaciones iniciales de los indígenas. Sus restos, según su testamento fueron enterrados en el convento de San Francisco que empezaría a construir Ricke y alrededor del cual funcionaría la villa de Quito durante sus primeros años. Su nombre Francisco de Atahualpa está relacionado también con la fundación franciscana de San Francisco de Quito por la destacada participación de esta orden religiosa quien además de Ricke tuvo también a Pedro Gosseal como uno de los misioneros más importantes. La costumbre de nombrar los lugares fundados con dos componentes, el primero el nombre de algún santo que representa la Iglesia católica y la herencia española, así como con el segundo que normalmente se refiere a un lugar o pueblo indígena, simboliza el mestizaje como concepto fundamental en la fundación de las ciudades. Otros nobles indígenas que colaboraron con los españoles son los cañaris, sin embargo no existen mayores registros de hijos de nobleza cañari con conquistadores españoles que hayan destacado durante los primeros años de la fundación de las ciudades en el sur de la Audiencia.

### Matrimonios desiguales y los hijos del viento

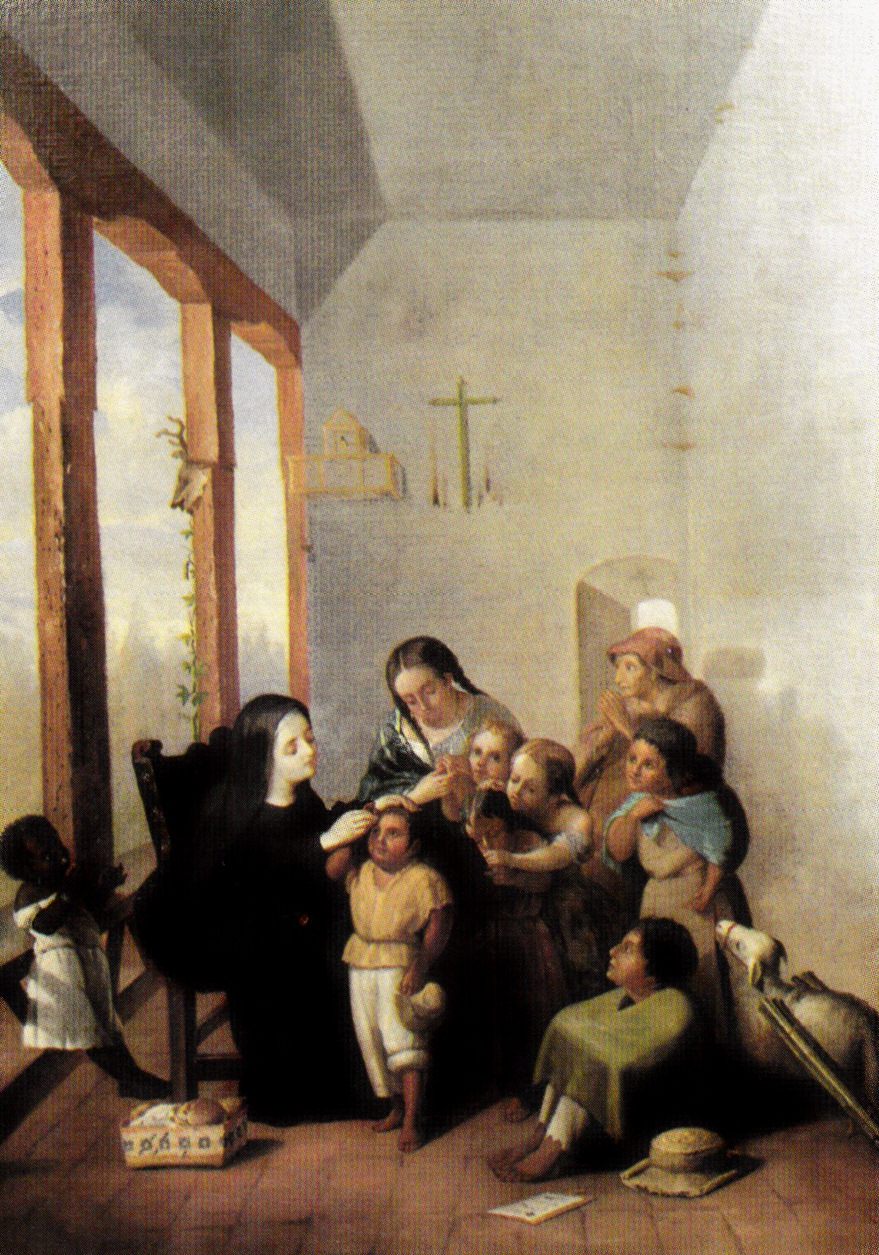
Santa Mariana catequista de Joaquín Pinto

Mientras que los matrimonios entre la nobleza eran comunes y la corona española reconoció a los indígenas durante la conquista como cualquier otra nación conquistada, distinguiendo entre la nobleza y el pueblo, y manteniendo trato deferente con el primer grupo, también existieron matrimonios desiguales. Conocidos como yugo desigual, es decir la unión de cónyuges de diferente casta, era común definir a estos matrimonios y su descendencia, con el nombre de matrimonio morganático o por la izquierda. Aunque la iglesia no hacía esta distinción, basándose más bien en la diferencia de creencias, políticamente si tuvo relevancia. Muchos mestizos, la mayoría que no fueron hijos nobles destacados o incluso hijos no reconocidos fueron fruto de este tipo de uniones. Fueron conocidos en quichua con el nombre de huairapamushcas que traducido al castellano significa hijos del viento. Este sintagma que era utilizado por indígenas para referirse a este grupo de mestizos no solo hace acepción a la mezcla entre europeos y americanos sino que también describe la naturaleza bastarda del descendiente de esta unión, ya que al ser hijo del viento, "no sabe de donde viene" y al carecer esta identidad tampoco "sabe donde va". Su posición en la sociedad no era notable, ni noble, por lo que su educación tampoco era sofisticada y su ocupación en consecuencia se limitaba a trabajos manuales en la agricultura y la artesanía. Sin embargo, si eran bautizados de niños y también catequizados de manera oral, haciendo uso de música como villancicos y también a través de pinturas, como las famosas escenas bíblicas de Hernando de la Cruz.

## Las leyes y las castas

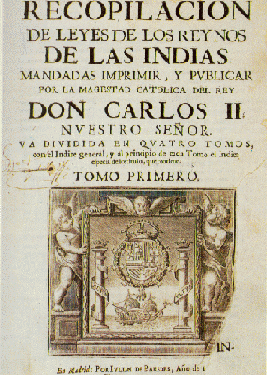
El primer libro de la Cédula Real sobre la Recopilación de las Leyes de Indias.

El derecho en la Audiencia se basó el Ius gentium que fue la base para la redacción de las Leyes de Indias. Todo esto a su vez estaba fundamentado en el trabajo de Francisco de Vitoria que a través de su obra De indis, empezó a recoger las relecciones en las que desarrolló su postura ante los diversos excesos cometidos por los conquistadores. De esta manera empezaría la preocupación por los indígenas en América a nivel jurídico con la promulgación de las Leyes de Indias en 1542 al afirmar que los indios eran seres humanos libres y por lo tanto estaban bajo la protección directa de la Corona. Esta que delegaba esta protección a distintos procuradores fue la base para que surjan varios procuradores de indios en América, el más famoso de ellos Bartolomé de las Casas, pero también en la Audiencia de Quito con Jodoco Ricke en las primeras evangelizaciones, Pedro Bedón en sus relaciones escritas sobre las misiones a la Amazonía, Alonso de la Peña Montenegro en el ámbito pastoral con el "Itinerario para Párrocos de Indios", Juan de León y Larrea a través de sus sermones en defensa de los indígenas, entre otros. Las leyes de indias reconocían el alma de los indígenas por lo que podían salvarla a través de la evangelización, lo que fue la base del despliegue de las misiones en maynas. Además también reconocía su propiedad en sus tierras y bienes lo que se buscaba a través de las reducciones que convertían a pueblos indígenas nómadas en sedentarios a través del desarrollo de ciudades, agricultura (que ya existía antes de la conquista) y ganadería a través de la introducción de animales de carga como los caballos y los burros. La propiedad de los indígenas se respetó en los bienes inmuebles pero hubo abusos en la tierra, que fue organizada a través de las encomiendas por lo que los indígenas debían hacer uso de ella a través de este sistema bajo el cual estaban sujetos al tributo indígena. Es decir fueron tratados de manera similar a los judíos: pagaban un impuesto adicional, fueron obligados a convertirse pero después de hacerlo seguían siendo considerados como cristianos nuevos, y vivían en lugares específicos muchas veces separados (juderías). Este último punto sin embargo es donde más difiere puesto que los judíos en la península eran una parte minoritaria de la población mientras que los indígenas eran mayoría en la Audiencia.

### El mestizaje y la esclavitud
La esclavitud en la Real Audiencia de Quito se desarrolló especialmente alrededor de las haciendas jesuitas del norte de Quito, en lo que se conoce como el Valle del Chota. El principio que manejaron los jesuitas para la administración de estas haciendas esclavistas que se dedicaban al cultivo de azúcar era el de familia y tierra. Las leyes castellanas sobre los esclavos eran diferentes a las que se desarrollaron en otros imperios como el portugués o el inglés. También se diferencian de la esclavitud en Estados Unidos o las repúblicas latinoamericanas después de la independencia por su marcado paternalismo. En concreto este se desarrolló en la audiencia a través de las varias leyes que permitían la manumisión y la defensa de los esclavos a través de Procuradores de pobres y desamparados ante los cuales los esclavos podían apelar y manipular el sistema para disminuir el precio y lograr autocomprarse. Estas leyes permitían a los esclavos tener propiedad de su trabajo siempre y cuando este sea hecho en días festivos, que no eran pocos debido al calendario litúrgico católico. Es decir si un esclavo labraba la tierra o recogía minerales durante un domingo o en un feriado religioso tenía derecho de propiedad sobre ese usufructo de su trabajo, lo que posteriormente se podía utilizar para su manumisión. Además a través de la enfermedad se podía descontar el precio de la libertad o pedir también transferencia de amo. Esto último era bueno cuando los amos abusaban sin embargo no siempre era deseado por los esclavos, lo que sabían los jesuitas al usar su principio de familia y tierra, que en concreto significaba que no había muchas transferencias de esclavos entre haciendas y también les permitían convivir con sus familias. Los esclavos por su condición no perdían su humanidad por lo que tenían derecho a la vida y derecho a su cuerpo. De esta manera un amo no podía obligarlos a casarse. Sin embargo, los jesuitas estimulaban las uniones entre esclavos para evitar el mestizaje con otras partes de la sociedad, por lo que muchos de ellos se casaban dentro de cada hacienda alrededor del Valle del Chota.

### El Reino Zambo de Esmeraldas

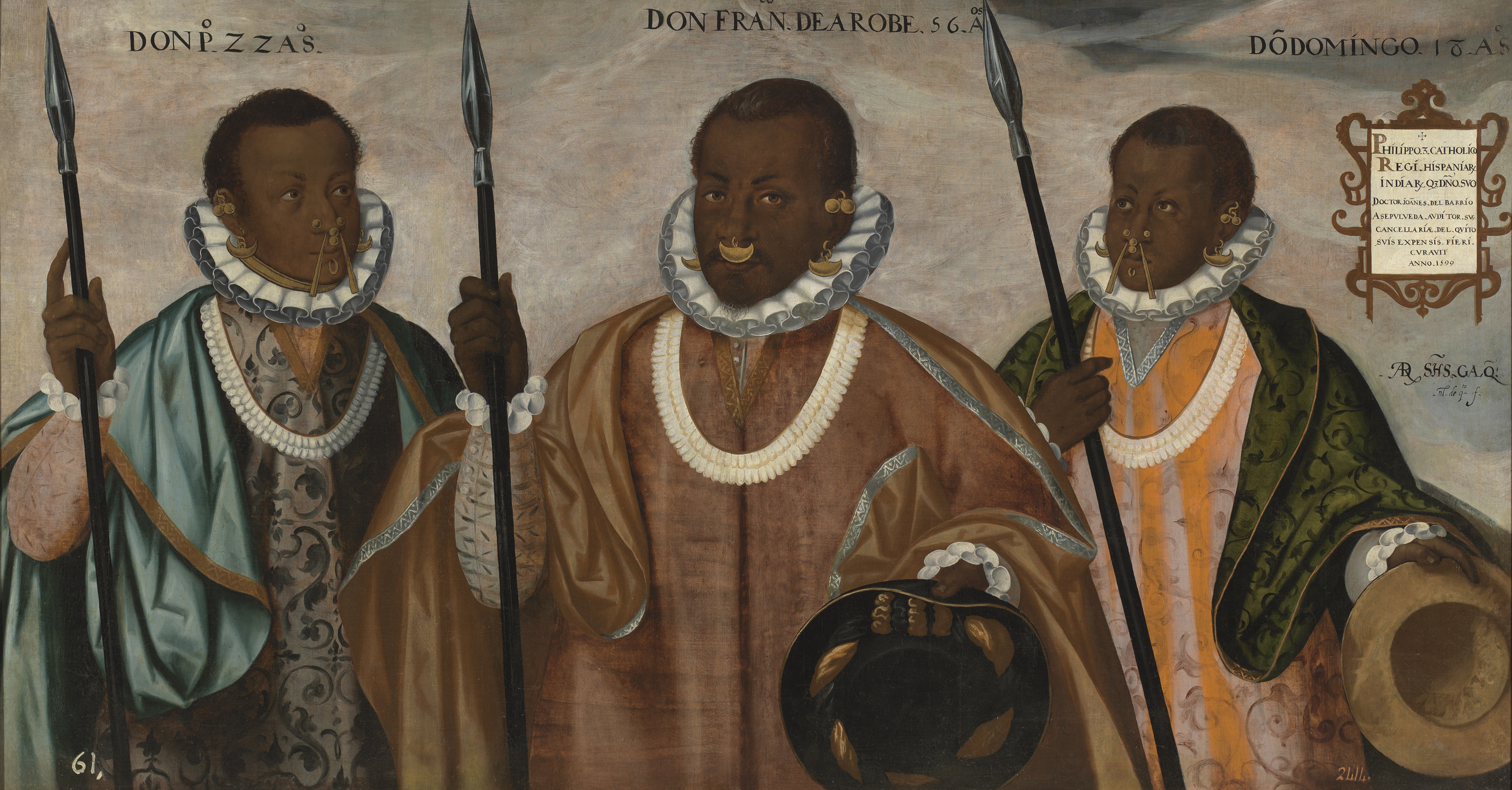
Los tres mulatos de Esmeraldas por Andrés Sánchez Gallque

Una de las regiones más idiosincráticas de la Real Audiencia fue lo que hoy corresponde a la provincia de Esmeraldas. A las costas de esta región llegó la población afrodescendiente después de la conquista en 1526. En ese año se llevaría a cabo la pacificación y reducción de la provincia, a través de las campañas de los conquistadores y misioneros. Sería posteriormente poblado por un barco que encallaría en 1553 mientras transitaba la ruta comercial Panamá-Callao. En él se encontraban algunos negros cimarrones que se establecieron en esa región a partir de la resistencia que presentaron bajo el líder Alonso de Illescas lo que obligaría a celebrar un acuerdo oficial con la corona. De esta manera se les perdonó su condición de fugitivos y además se les concedió el estatus de libres, legitimando una sociedad de negros, zambos e indios que funcionaba al margen de los otros territorios de la Audiencia. A cambio, por su parte los negros ofrecieron obediencia al Rey y también colaboración para fundar pueblos. Se denominó reino de Zambos y no de negros puesto que ahí se encontraban pueblos Cayapas indígenas que convivieron con los cimarrones después de su llegada en los barcos. Al reconocer la existencia de este reino, se reconocía además el mestizaje, o mezcla, entre negros e indígenas al denominarlo Zambo. Este hecho es importante para la historiografía ecuatoriana puesto que muchas veces los afroecuatorianos suelen quedar fuera del paraguas del mestizaje que incluye solamente a blancos, indígenas y propiamente también a mestizos.

### Las castas y la cosmovisión medieval

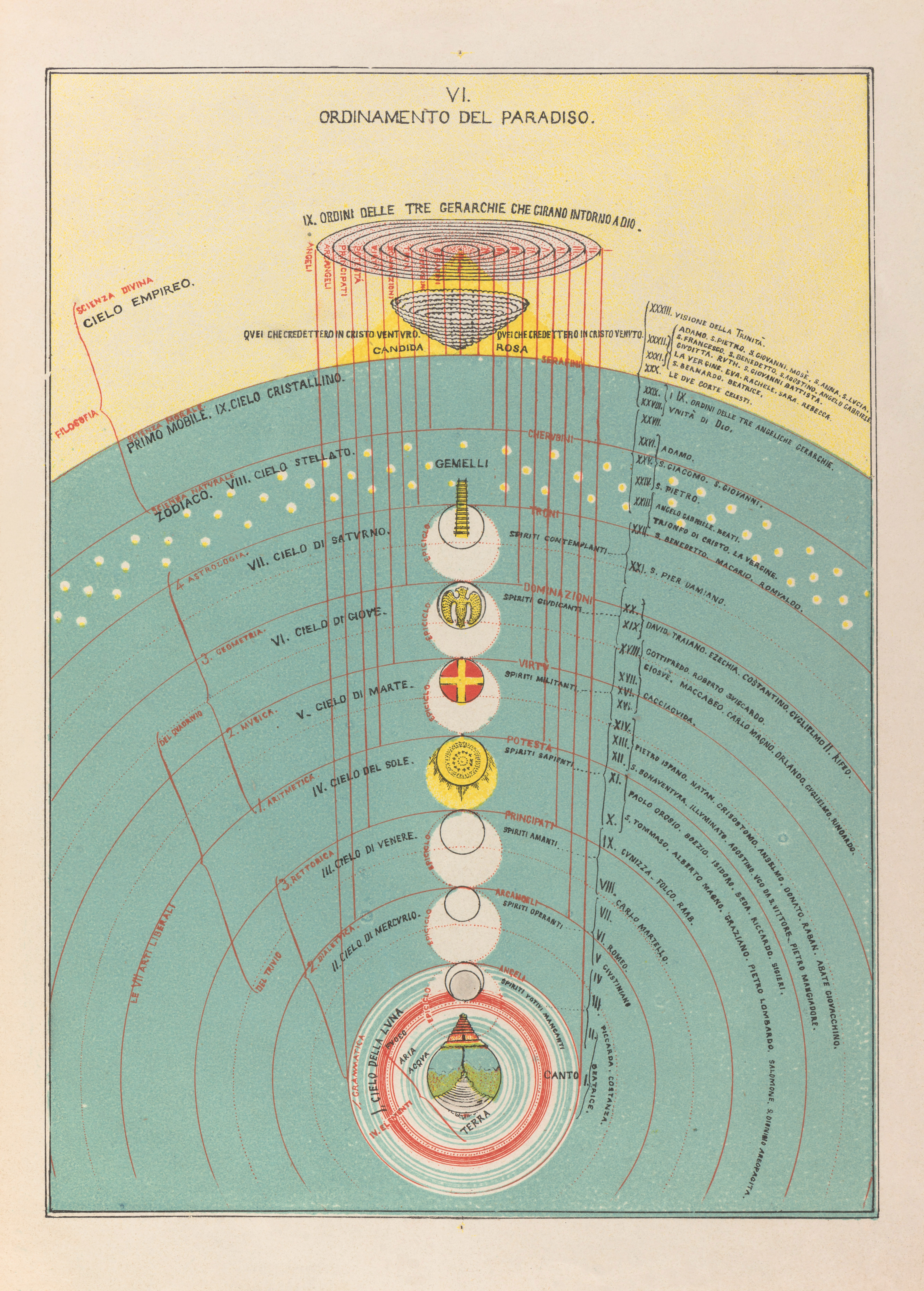
El Orden del Paraíso de Dante por Michelangelo Caetani

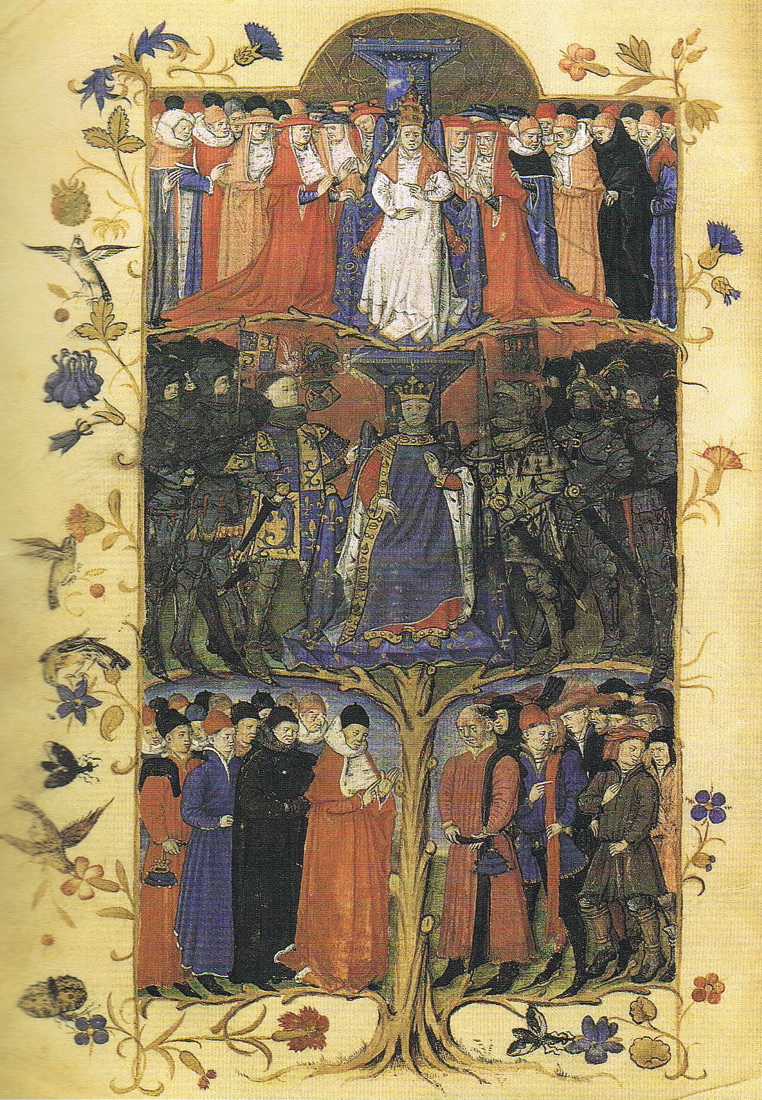
La estratificación social tradicional de Occidente en el siglo XV

La cultura medieval que se caracterizaba por su amor por los libros y su afán por ordenar y clasificar también encontró su expresión a nivel social a través del sistema estamentario. Este estaba conformado por una jerarquía que se basaba en la antigua cosmología ptolemáica en donde en lugar de un espacio en donde la posición es relativa y el universo está conformado por varias galaxias que coexisten, existe en realidad un cielo que hace referencia a una posición absoluta donde se sabe de manera precisa donde es arriba y donde es abajo. Por esta razón la tierra estaba, no en el centro del sistema solar como en el sistema copernicano, sino en la base, es decir abajo del cielo El cielo a su vez, siguiendo el afán medieval clasificatorio se podía dividir en tres cielos o siete cielos, dependiendo del contexto. Por su parte abajo de la tierra se encontraba el infierno. Esta cosmovisión era la base de la organización social ya que al igual que existían astros que se encontraban arriba de la tierra, más cerca de Dios y eran eternos, mientras que los habitantes de la tierra eran mortales, y los condenados se encontraban en el infierno; de la misma manera en la sociedad existía una jerarquía. Unos estaban más cerca de Dios por lo que eran nobles. Las familias nobiliarias eran a su vez la base de la aristocracia que sostenía la monarquía. El rey era la cabeza (que está arriba del cuerpo) de una familia noble, la nobleza de la nobleza. En segundo lugar o estamento se encontraba la iglesia, que a su vez tenía jerarquías similares entre el papado, los cardenales, los arzobispos, los obispos y los seglares que conformaban una familia espiritual, pero familia al fin. La primacía del rey sobre el papa fue el primer paso hacia lo que después se desarrollaría con el absolutismo en la fase más decadente del antiguo régimen. En España fue propuesta jurídicamente por Francisco de Vitoria y es lo que diferencia la monarquía durante el renacimiento y la escolástica tardía de la monarquía medieval y la escolástica tradicional. Al igual que el papa era el vicario de Cristo, el rey tenía sus vicarios llamados virreyes que reinaban en América en los Virreinatos, dentro de los cuales los más importantes fueron el de Perú y Nueva España durante los primeros siglos y los de Nueva Granada y del Río de la plata en el tercer siglo del Imperio Español. Abajo del rey y abajo del clero se encontraba el pueblo, es decir una serie de familias, siguiendo el mismo patrón y se podían a su vez clasificar (cosmovisión medieval) por el tipo de unión o matrimonio que se desarrollaba. A partir de esto nacen las conocidas castas, o tipos de uniones que caracterizaron a la época virreinal de la Audiencia como fueron los mestizos por la unión de un español y un indígena, un mulato como la unión de un español y un negro, y un zambo como la unión de un negro con un indígena. Estas tres uniones básicas de las tres fuentes a su vez podían derivar en más uniones que eran clasificadas y nombradas, aunque a partir de ahí difieren los nombres usados en cada lugar y la identificación de la pertenencia de las personas se vuelve más difícil. Las uniones más comunes fueron los mestizos, por sobre los mulatos y los zambos por lo que sería este concepto el que tendría primacía sobre los otros dos para describir y definir la cultura que se estaría desarrollando a lo largo de la historia. La base del sistema estamentario renacentista que se diferenciaba del medieval por la primacía del Rey sobre el Papa, sin embargo tenían en común su base fundamental en la cosmología ptolemáica que daba origen la jerarquía y clasificación del cosmos que a su vez se veía reflejado en la sociedad a través de la ley (humana que venía del rey) y el orden (divino que venía del papa). Uno de los libros más importantes que refleja esta forma de ver el mundo es el "Ensayo sobre el catolicismo, el liberalismo y el socialismo" por Donoso Cortés escrito en el siglo XIX. En Ecuador el sistema ptolemaico fue defendido por Juan Bautista Aguirre en su Tratado de Física, una de las obras filosóficas más destacadas de la escolástica quiteña. También existen registros de que el obispo José Pérez Calama dentro de sus reformas universitarias en plena ilustración en la Audiencia de Quito defendía el sistema ptolemaico ante el copernicano. A su vez, la relación entre el Rey y el Papa fue tratado a profundidad en el ensayo de Gaspar de Villarroel titulado el Gobierno Eclesiástico Pacífico que tenía como subtítulo los "cuchillos pontificio y regio", que da a entender la contradictoria relación que existía entre las dos primeras partes del sistema estamentario en América. Villarroel desarrolla ensayos que buscan resolver problemas particulares en los que el derecho civil y canónico se encuentren indefinidos, contradictorios y sea de difícil resolución.

### La ilustración y la igualdad ante la ley

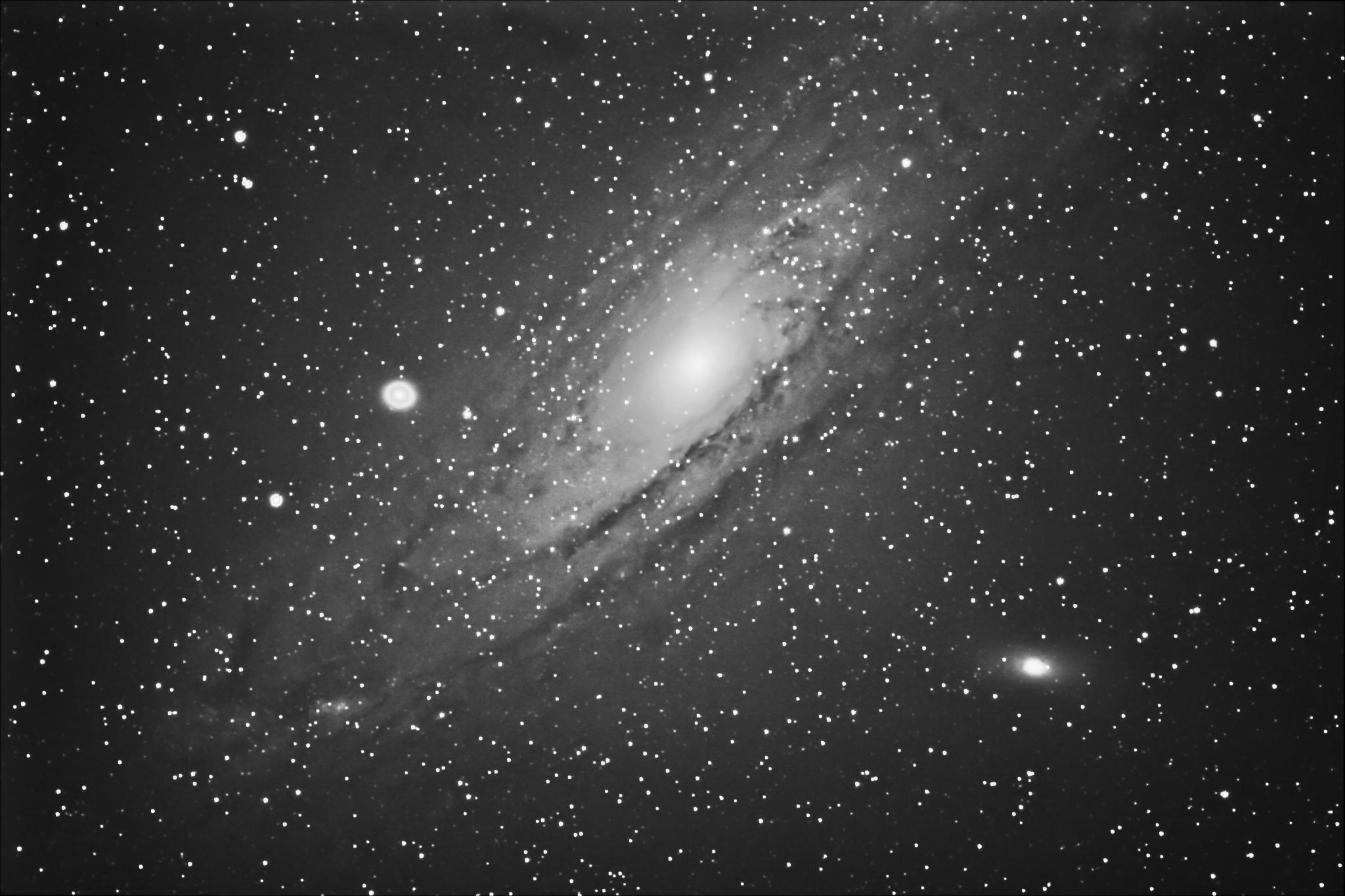
Fotografía de la galaxia de Andrómeda

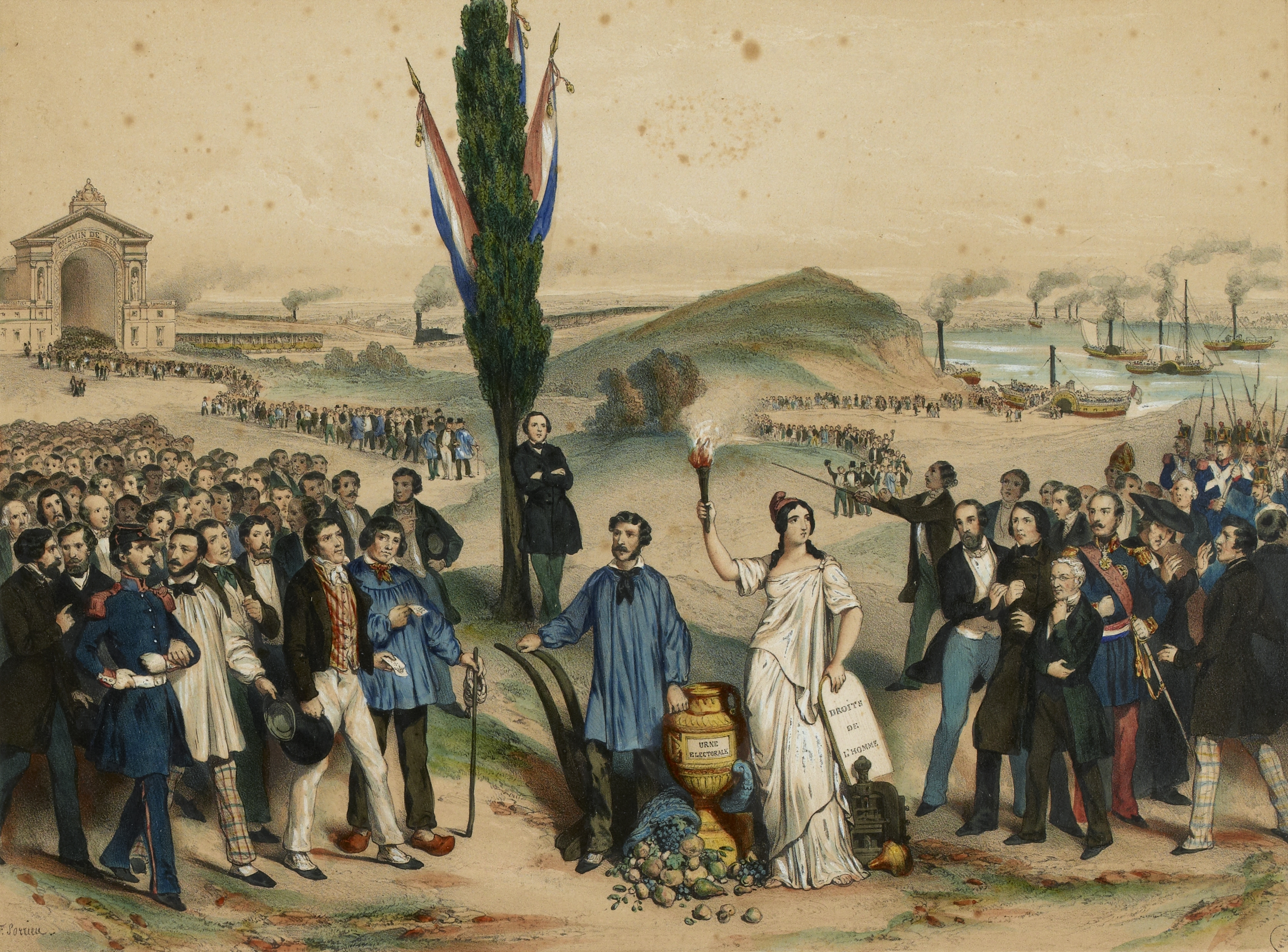
Pintura que representa el sufragio universal

El mestizaje en su concepción moderna, ya no como una casta dentro de una sociedad jerárquica sino como la base de una sociedad asimilada dentro de una misma cultura mestiza empezó a partir de la independencia. Al igual que en el siglo XIX en Ecuador se abandona el sistema ptolemaico y se adopta el copernicano, también se dejó la monarquía para instaurar una república democrática con igualdad jurídica. Este proceso tuvo su origen en las Cortes de Cádiz a través del concepto liberal de la igualdad ante la ley como contraposición a la legislación monárquica que distingue entre castas. Existían tres grupos que debatieron durante las cortes: los conservadores, los moderados y los liberales. El nombre de este tercer grupo, los liberales, significaba en castellano decimonónico, "generosidad". Es decir liberal hacía referencia al significado en castellano de la palabra liberalidad, es decir desprendimiento o generosidad. En este sentido, aquellos diputados que en las cortes se describían como liberales estaban siendo generosos al "despojarse de sus ropajes estamentarios", para ponerse en igualdad ante la ley. De la Audiencia de Quito fueron tres representantes Mejía, Olmedo y Matheu. Este último, el conde de Puñorrostro, por haber nacido en Quito, y sin embargo haber representado a Nueva Granada usualmente no es tomado en cuenta por la historiografía ecuatoriana. En cambio Mejía y Olmedo sí, y de ellos dos el primero destacó mucho por su participación, su relación con los liberales españoles, su defensa de España ante la invasión francesa y por sus escritos en el periódico "La abeja" junto a Bartolomé José Gallardo. Mejía quien era un hijo fuera de matrimonio y además estaba casado con una mestiza Manuela Espejo, se identificó con los liberales dentro de las Cortes de Cádiz y peleó por conseguir algunas de las once propuestas originales de los diputados. Propuso tener una igual representación entre los peninsulares y criollos. Recordando la diferencia cosmológica entre el sistema jerárquico ptolemaico y el sistema igualitario copernicano, del cual se desprendía la organización jerárquica del antiguo régimen, e igualitaria del sistema republicano respectivamente, con los nuevos avances científicos y el desarrollo de la ilustración en España se expresaría la transición de una monarquía absoluta hacia una constitucional con separación de poderes. La monarquía y la iglesia verían reformada su estructura para convertirse en los tres poderes del estado republicano. Esto se lograría a partir de la redacción de la constitución hecha por una corte que representaba el poder legislativo y que convertía a la monarquía absolutista (poder ejecutivo) en una monarquía constitucional. A su vez con la eliminación de la inquisición se pasaría a la reforma del sistema judicial, una de las propuestas de Mejía, para instaurar el tercer poder. El aporte de Mejía fue en buscar una mayor igualdad entre cada poder del estado a partir de la forma en la que se referían a cada uno. Al Rey, es decir el poder Ejecutivo se le debería tratar de Alteza, a los Tribunales Superiores, poder Judicial, el de Nación, y a las Cortes, es decir el poder Legislativo, el de Majestad. Anteriormente, el nombre de Majestad estaba reservado solamente para el Rey, o poder ejecutivo, sin embargo ahora estaba siendo usado para el legislativo, que a su vez representaba con sus diputados a los habitantes de España y América, para lo cual a su vez Mejía había luchado para lograr mayor igualdad en la representación. Es importante recordar además que el proceso de elección tomó en cuenta el voto de blancos, mestizos y negros, y además hubo muchos mestizos que estuvieron como diputados en Cádiz. Por su parte la Constitución redactada en 1812 llegó a ser el "código sagrado" del liberalismo, y durante el siglo XIX sirvió de modelo para las constituciones liberales de las naciones latinoamericanas. La asamblea nacional creó un estado unitario con leyes iguales en todo el Imperio español. El principal objetivo de la nueva constitución era evitar un gobierno real arbitrario y corrupto; establecía una monarquía limitada que gobernaba a través de ministros sujetos al control parlamentario. Establecía que la legislatura unicameral se reuniría anualmente en la capital. La constitución mantenía que el sufragio no se determinaría por los requisitos de propiedad, y favorecía la posición de la clase comercial en el nuevo parlamento, ya que no había ninguna disposición especial para la Iglesia Católica o la nobleza. De esta manera quedaba reformado el sistema antiguo de castas.

## La iglesia y el castellano
Además de la interpretación moderna de un mestizo como el hijo de un padre peninsular con una madre americana, los mestizos también eran importantes traductores. Tal es el caso del primer mestizo de Ecuador, Diego Lobato quien hablaba castellano, latín y la "lengua del Inga" (quichua). Esto se desarrolló gracias al sistema educativo del que la iglesia fue su principal pilar y que enseñaba castellano para las actividades civiles, latín para las eclesiásticas y quichua para las misiones. Con esto, además de la castidad y el sistema de castas, el tercer pilar del casticismo fue el idioma castellano. Desde la creación de la gramática de Nebrija en el siglo XV, y con el desarrollo de la literatura durante el siglo de oro, este idioma fue uno de los elementos importantes para la conformación del imperio español. En la Audiencia de Quito se desarrolló a partir de las misiones, las reducciones y la evangelización. La iglesia que basaba todas sus tradiciones en el latín y buscaba comunicarlos a los nativos en su idioma original, que en la Audiencia empezó a tener prevalencia el quichua por los catecismos desarrollados en ese lenguaje, tuvo al castellano como el idioma puente entre ambos, siendo el que se hablaba fuera del ámbito litúrgico, en lugar del latín, y también en las principales ciudades desde donde partían las misiones como fueron Quito, Cuenca y Loja.

### La música en castellano para la evangelización
El castellano tuvo un rol importante en la música durante la Real Audiencia puesto que se buscó aprovechar su difusión para evangelizar a través de la liturgia. Esto giró alrededor de la música que se conoce como romances, chanzonetas y villancicos. Estos primeros tienen su origen en el Renacimiento español y estaban relacionados generalmente con los romances poéticos que tenían origen popular. Su composición musical era polifónico y vocal, y se desarrollaba como un poema de versos octosílabos con rima libre los impares y asonante los pares. Los tres géneros se escuchaban únicamente en el último Oficio nocturno, conocido como Maitín que se daba antes de la salida del sol (Laudes). Esto pudo tener una influencia sobre el posterior género musical llamado albazo cuyo nombre hace referencia al alba. Los romances sirvieron para reemplazar los Responsorios, Antifonías y Salmos que se daban en latín por formas alternativas en castellano. La idea de usar el idioma castellano para la evangelización a través de la música (al igual que la pintura porque la población era en su mayoría analfabeta), tuvo un desarrollo importante en la ciudad de Cuenca ya que los Tonos del Niño Cuencano, que surgieron a partir de los Tonos Divinos y Humanos, evolucionó hacia lo que se conoce como Guamán o Tono de Oración. La estructura de esta música tiene tres partes que se identifican con las letras ABA (es decir la primera parte se repite al final). En la parte intermedia, es decir la "B", se toca un pasacalle, género español popular del siglo XVIII, y que tiene versos en castellano. Algo similar ocurrió con los villancicos que por su potencial evangelizador la iglesia permitió su ejecución fuera de Navidad, lo que hizo que cobren mucha fuerza y popularidad, a diferencia de los mismos géneros en Europa como los Carols en Inglaterra o los Noelle en Francia.

### El culteranismo literario y la evolución lingüística
De igual forma, la iglesia tuvo un rol importante en la difusión de la literatura. Fue a partir de la orden jesuita que se publicaría el primer poemario en la Real Audiencia, gracias al trabajo de Antonio de Bastidas y Jacinto de Evia. El padre Bastidas quien fuera el maestro de Evia, era profesor de retórica y poética en la Universidad de San Gregorio, de la Compañía de Jesús. Su uso del lenguaje era académico y sus poemas didácticos. Buscó a través de la publicación del Ramillete, recoger varios poemas suyos y de sus discípulos como Evia y Camargo para poder publicarlo en España. El estilo de la poesía era culterano, es decir buscaba imitar los poemas de Luis de Góngora. El culteranismo se caracteriza por ser muy complejo en su semántica y sofisticado etimológicamente buscando vincular de cerca al castellano con el latín. Por esta razón se desarrolló alrededor de la iglesia con sacerdotes que hablaban ambos idiomas. Esto fue a su vez continuado por Juan Bautista Aguirre en el siguiente siglo, así como por varios de los jesuitas del extrañamiento, como nombró Espinosa Polit a aquellos que fueron expulsados y desarrollarían una red poética en Italia. Al igual que en la península se buscaba la pureza lingüística. Por otro lado, el castellano hablado era diferente y se desarrolló con idiosincrasias propias de acuerdo a cada región. Una de las características fue el voseo que en Ecuador se desarrolló solo de manera pronominal. Es decir mientras en la literatura se buscaba de manera conservadora mantener las raíces etimológicas latinas en el lenguaje, en el habla evolucionaba prosaicamente a partir del desarrollo de cada región.

## De lo castizo a lo mestizo

### El mestizaje en la lengua
Si Nebrija creó la gramática castellana durante la conquista, sería Bello quien respondería con una gramática para los españoles americanos durante la independencia. Esta se caracterizó por incluir formas de hablar que se desarrollaron en América como válidas, yendo en contra de la pureza lingüística. Cuando el Ecuador se independizó, cerca del 60% de la población era indígena por lo que el castellano no era común en la mayoría de la población. Dentro de los indígenas, solo una parte de ellos, generalmente los líderes de los pueblos podían hablar castellano. Ellos eran generalmente hombres, y las mujeres era frecuente que no hablen castellano tampoco. Dentro de los idiomas que hablaban, además del quichua y el shuar que mantuvieron fuerza, también existieron idiomas que ahora ya se perdieron como fueron el cañari y el puruhá, pertenecientes a los pueblos indígenas homónimos. Esto sin embargo a partir de la implantación de la educación en castellano iría cambiando hasta que ahora todos los ecuatorianos hablan ese idioma y el analfabetismo tiene niveles muy bajos. La versión del castellano que se habla en Ecuador, sin embargo, no está libre de particularidades de cada región tanto en la fonética como el vocabulario.

### El mestizaje en la literatura

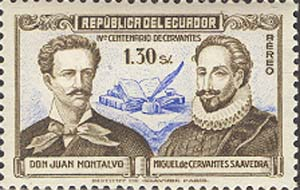
Estampilla de Montalvo y Cervantes

Durante la república el mestizaje se expresó en la literatura a través del paso de los autores decimonónicos a los del siglo XX. En concreto se puede ver cómo Juan León Mera y Juan Montalvo desarrollaron sus libros buscando cuidar de manera correcta el uso del lenguaje. El primero de ellos había fundado la Real Academia de la Lengua en Ecuador por lo que era el representante oficial de esta institución en ese país. Por su parte, Juan Montalvo siempre buscó ser un autor castizo. Su novela, "Capítulos que se le olvidaron a Cervantes" da fe de aquello. Además a lo largo de sus ensayos políticos siempre usaba el castellano de manera correcta y cuando tenía que incluir alguna palabra en quichua, usaba comillas, a manera de pinzas, para introducirlo dentro de la redacción general. Esto contrastó mucho con el desarrollo de la literatura en general durante el siguiente siglo, especialmente a partir de Benjamín Carrión que siempre notó cierta "solemnidad" dentro de los escritores de ese país que buscó reformar. Los escritos de Carrión eran mucho informales, optimistas y llenos de sentido de humor, a diferencia de Juan Montalvo, Juan León Mera e incluso Gonzalo Zaldumbide y Remigio Crespo Toral ya en el siglo XX que tenían una forma de escribir seria, erudita, enciclopédica a veces y buscando siempre un manejo puro del castellano. La informalidad y el juego con las palabras se convertiría en los nuevos estilos del siglo XX con poetas como Jorge Enrique Adoum que en su obra Los Cuadernos de la tierra usa un lenguaje fracturado y en ocasiones aforístico.

### El mestizaje en la sociología
En la sociología por su parte, el mestizaje se desarrolló a partir del indigenismo. Esta corriente sociológica que surgió durante los primeros años del siglo XX tuvo como principal exponente a Pío Jaramillo Alvarado. Se caracterizó por ser un movimiento que reunía a mestizos que se preocupaban por la situación de los indígenas y buscaban mejorarla. Los indigenistas con las reformas que impulsaron como la abolición del concertaje (realizada con el gobierno liberal de Baquerizo Moreno), buscaban mayor igualdad ante la ley para con los indígenas con el fin de lograr una asimilación hacia la cultura mestiza. Esto se puede ver en la conclusión de su libro "El indio ecuatoriano":
De los dos millones de habitantes ecuatorianos, hay más de un millón de desposeídos de tierras. [...] Y los desposeídos son los indios, singularmente a los que se ha esclavizado y sumido en la abyección por todos los procedimientos inhumanos durante cuatro siglos. Por excepción, en algunas provincias mantienen en su poder los indígenas la propiedad de sus tierras y entonces resalta con elocuencia el crimen, porque el indio libre se muestra un factor agrícola y social importantísimo. Es inteligente, laborioso, gran colaborador en las haciendas que pagan el salario justo, se interesa por la instrucción, tiene ambiciones y se incorpora voluntariamente por el mestizaje a la obra de la cultura nacional. [...] Sólo una fuerte clase media, educada, propietaria, industrial y libre, daría solidez a la arquitectura social de nuestras democracias.

### El mestizaje en la pintura

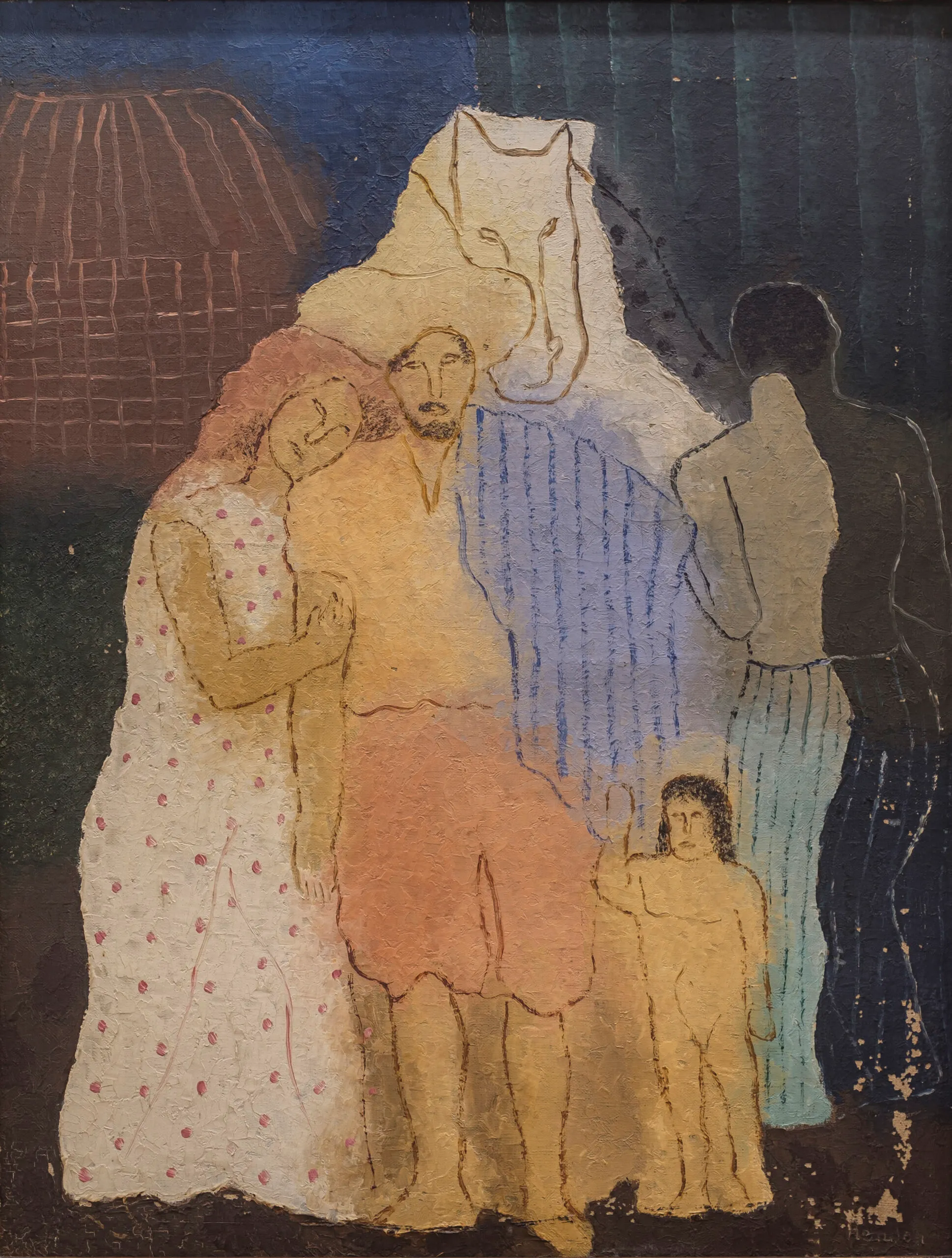
Familia montuvia

El mestizaje sería representado en la pintura inicialmente a través de cuadros sobre montuvios en la costa Ecuatoriana. Artistas como Manuel Rendón o Enrique Tábara retratarían la vida de personas no en un mero estilo costumbrista sino siguiendo los principios constructivistas que empezarían en este país a partir de la obra de Rendón. En general toda la cultura que retrata la vida del montuvio es un cultura mestiza y tuvo una importancia muy grande no solo en la región costa sino en el Ecuador en general. 

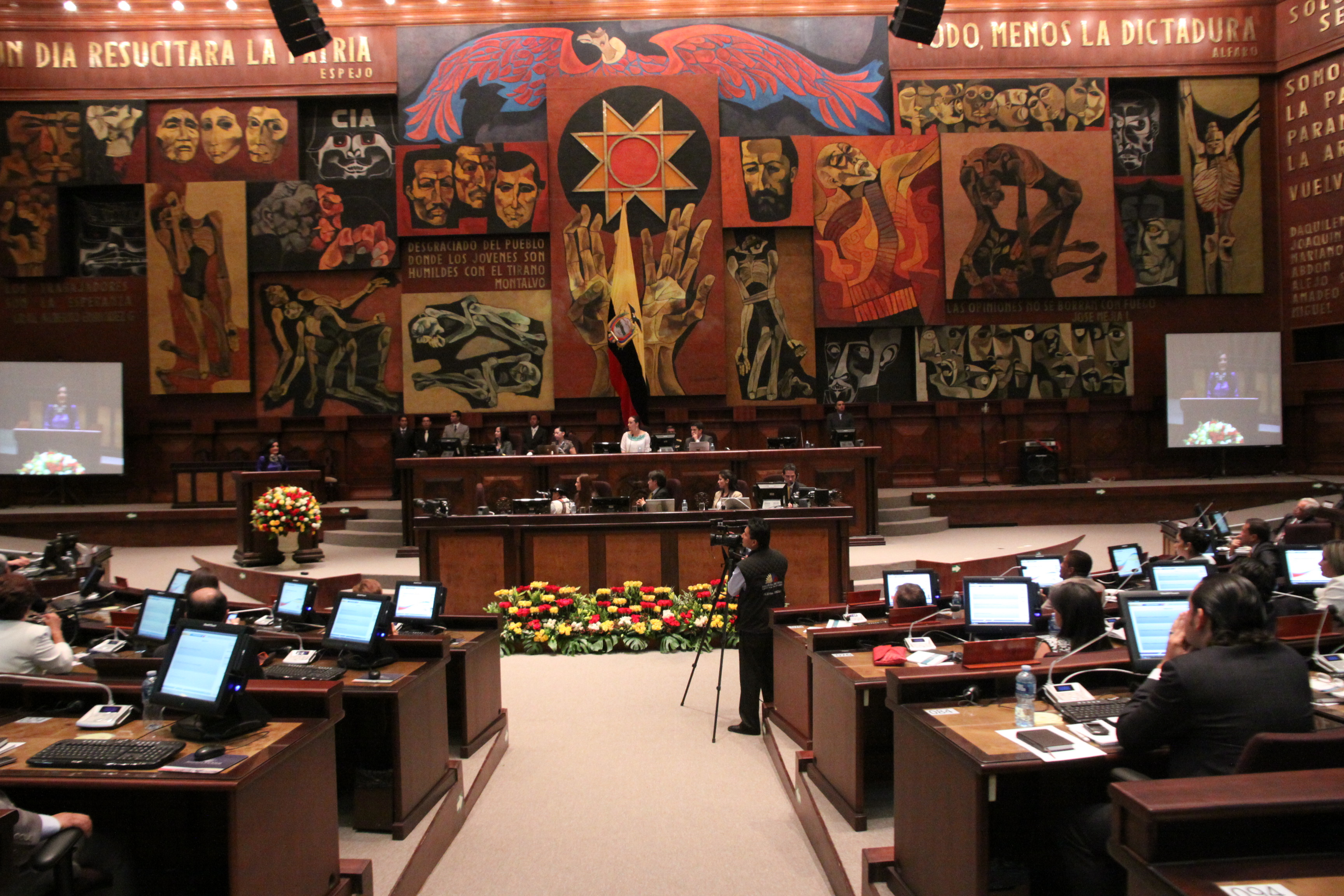
Oswaldo Guayasamín

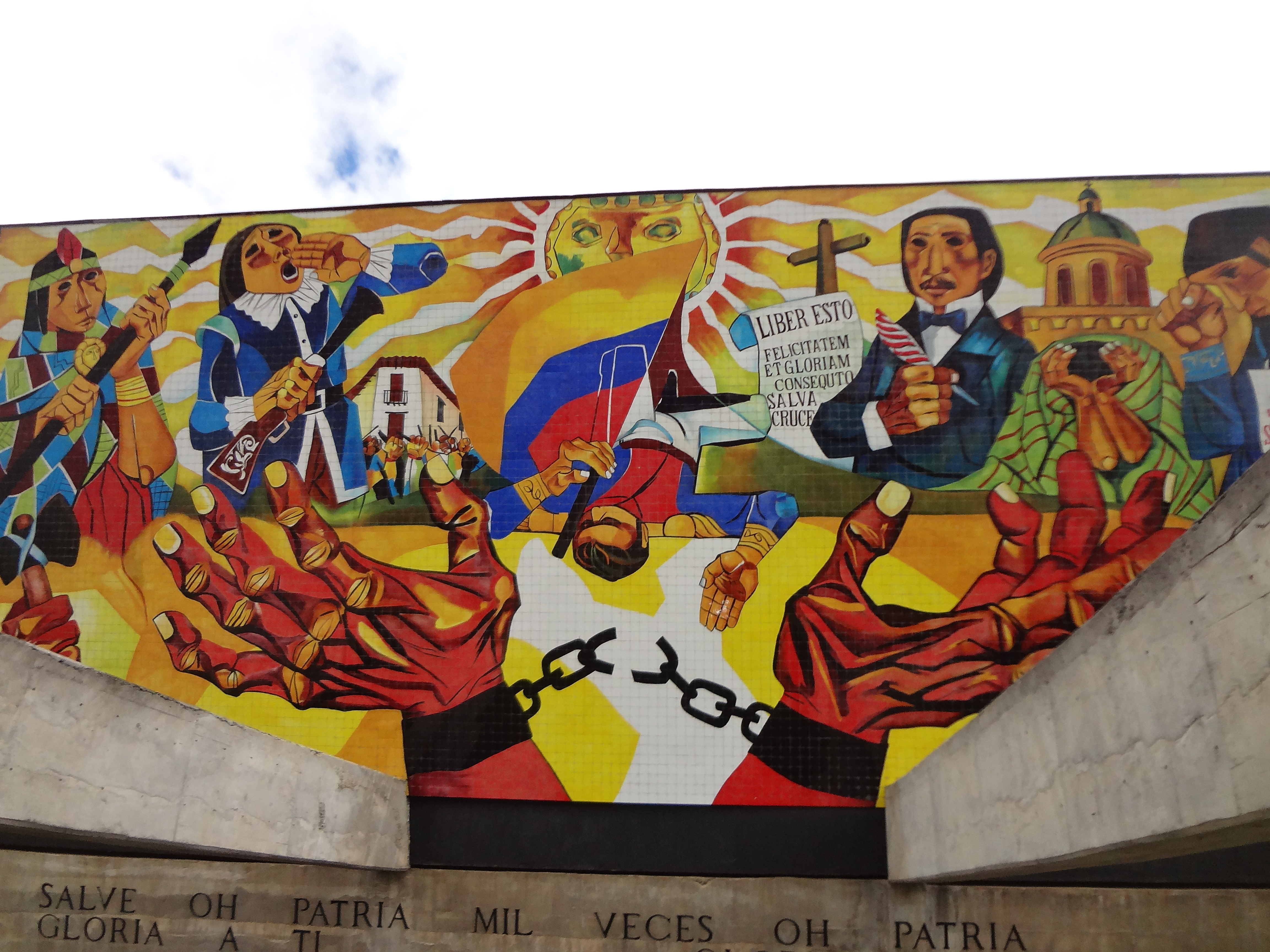
Eduardo Kingman

Por otro, lado en la pintura, el mestizaje se desarrolló a partir del realismo social que presentó una evolución desde las primeras pinturas de Camilo Egas, pasando por Eduardo Kingman para terminar en Oswaldo Guayasamín. Fue Egas quien incorporaría las raíces culturales de Ecuador a sus obras y, a su vez, modificaba el enfoque tradicional del costumbrismo haciendo más relevante el arte indígena ecuatoriano. Sus cuadros se caracterizan por pintar a la población nativa de Ecuador y sus rituales de una manera digna, formal e ideal. Esto fue desarrollado más tarde por Eduardo Kingman quien añadió mayor expresividad e incluyó temas de la historia nacional. En especial se enfocó en la pintura de las manos que consideraba representaban por un lado el color de piel pero también la profesión del trabajo manual de los artesanos indígenas. Estos temas fueron recogidos por Guayasamín en sus cuadros sin embargo buscó cada vez más despojar los elementos indígenas que se relacionaban con el folclor particular de Ecuador y reemplazarlos por representaciones más expresivas y universales. Es decir, por personas mestizas. Si se ve el mural de Kingman en el templo de la patria, y se lo compara con el mural de Guayasamín en la Asamblea Nacional, se puede encontrar los contrastes que identifican el paso de lo indígena hacia lo mestizo. En el primero existe la vestimenta típica, el cabello recogido con una trenza, y el uso de colores primarios puros. En el mural de Guayasamín en cambio las representaciones no tienen vestimenta típica, las personas han sido despojadas de características particulares hasta representar a personas mestizas, que podrían ser identificables con muchas partes del mundo al buscar mayor universalidad en su pintura. También la paleta de colores muestra una mayor mezcla y aunque usa la misma base, los tonos están matizados.

### El mestizaje en la música

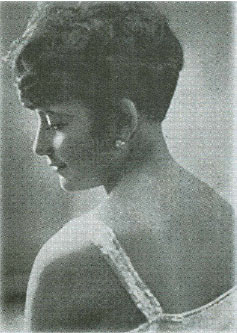
Carlota Jaramillo, "la reina del Pasillo"

Por su parte, la música en Ecuador expresa el mestizaje a través del pasillo. De todos los géneros que se han desarrollado en ese país, la mayoría se limitan a un grupo específico de personas así como a una región particular de ese país. Por ejemplo, el amorfino es la música típica de los montuvios del interior del litoral, el albazo y el sanjuan son géneros típicos de indígenas de la sierra, especialmente del norte, la bomba es de la cultura afro del valle del chota. En contraste, el pasillo es el género mestizo por excelencia y se expresa tanto en la sierra como en la costa. Cada región tiene su propia versión de pasillos y a lo largo de su evolución ha pasado de ser un género vinculado a la música de cámara a ser también interpretado de manera popular. La forma de interpretar el pasillo en Ecuador, a diferencia de Colombia incluye elementos propios de ese país tanto en su letra que fue desarrollado por poetas modernistas principalmente como también en su música que tiende a ser más triste, por probable influencia del yaraví. Entre las intérpretes del pasillo ecuatoriano de gran resplandor a mediados del siglo XX, está Carlota Jaramillo, apodada "La reina del pasillo ecuatoriano" por su voz y magnífico dramatismo.

### El mestizaje en la demografía
La demografía expresa el mestizaje a partir de la clasificación entre blancos, mestizos, indígenas, negros, montubios y otros grupos que se han hecho a partir de los distintos censos. Si se toma en cuenta el primero de ellos, realizado en los años finales del siglo XVIII, se catalogaba como indígena al 62 por ciento de la población. Ahora, de acuerdo al último censo cerca del 7% de la población se considera indígena. Esto refleja un proceso paulatino de asimilación de parte de los indígenas hacia la cultura mestiza que se ha realizado en paralelo con la alfabetización y el aumento de la educación en Ecuador que al momento tiene un promedio de años de escolaridad cercanos a nueve.
| Año del censo                                               | Indígena | Blanca | De castas o mestizo | Población total |
| Año 1778 (Censo de Villalengua)                             | 63%      | 26%    | 11%                 | 439,000         |
| Año 1846 (Censo de Roca)                                    | 41%      | 52%    | 7%                  | 869,892         |
| Año 1950 (Censo de Plaza Lasso: estimación por idioma)      | 13%      | 23%    | 63%                 | 2,551,540       |
| Año 2011 (Censo INEC: clasificación por autoidentificación) | 7%       | 6%     | 87%*                | 14,483,499      |
| Año 2022 (Censo INEC: clasificación por autoidentificación) | 7%       | 2%     | 91%*                | 16,938,986      |

*El 87% y 91% del censo de 2011 y 2022 respectivamente incluye a afroecuatorianos y montuvios. Esto porque la categoría "de castas o mestizo" usada en 1778 debe ser lo más similar posible con el censo de 2011 para poder hacer la comparación.